# Mohamed Abdelaziz
Mohamed Abdelaziz, även Muhammad 'Abd al-'Aziz (arabiska: محمد عبد العزيز), född 17 augusti 1947 i antingen Marrakech i dåvarande Franska Marocko eller i Es-Smara i dåvarande Spanska Sahara, död 31 maj 2016 i Algeriet, var en västsaharisk politiker. Från augusti 1976 var han Front Polisarios generalsekreterare och från oktober 1982 fram till sin död 2016 var han Sahariska Arabiska Demokratiska Republikens (SADR:s) president. Han var även överbefälhavare för armén (SPLA/ELPS).

## Polisarios generalsekreterare
Abdelaziz valdes till Polisarios generalsekreterare och revolutionsrådets ordförande i augusti 1976, efter att dess första generalsekreterare, Mustafa Sayyed El-Wali, i juni samma år dödats i strid i Mauretanien under kriget mot den marockansk-mauretanska ockupationen av Västsahara. I mellanperioden, juni–augusti, var Mahfud Ali Beiba tillförordnad generalsekreterare.
Ledningen för Polisario, Nationella sekretariatet, och dess ledare, generalsekreteraren, väljs inför varje mandatperiod på Polisarios Allmänna folkkongress med omkring 1400–2100 valda delegater.

## SADR:s president
Sedan en ändring av konstitutionen 1982 är Polisarios generalsekreterare även SADR:s president. Kopplingen mellan Polisario och staten, SADR, ska enligt konstitutionen dock bara finnas tills man har en självständig stat inom Västsaharas hela område, varefter konstitutionens föreskrivna parlamentariska demokrati ska gälla. Polisarios och SADR:s ledning är, på grund av den fortgående marockanska ockupationen av Västsahara, huvudsakligen förlagd till flyktingläger i Tindoufprovinsen i Algeriet. Över 80 stater har erkänt Västsahara (SADR), dock inget EU-land, men många har sedan återtagit sina erkännanden.
Polisario och SADR har sedan vapenstilleståndet 1991 försökt vinna Västsaharas självständighet med diplomatiska medel, men aldrig uteslutit en återgång till väpnad kamp.